# Хома Володимир Іванович
Володимир Іванович Хома (2 лютого 1930, с. Денисів, нині Тернопільська область — 6 березня 2005, с. Купчинці, Тернопільська область) — український педагог, краєзнавець, літературознавець, фольклорист, літератор. Член-кореспондент Інституту мистецтвознавства, фольклористики та етнології імені Максима Рильського НАН України, член Національної спілки журналістів України (1992), Всеукраїнської спілки краєзнавців (1992), Географічного товариства УРСР (1969); почесний член Всеукраїнського товариства «Просвіта» (1998).

## Життєпис
Володимир Хома народився 2 лютого 1930 року в селі Денисові, нині Купчинецької громади Тернопільського району Тернопільської области України.
Закінчив філологічний факультет Кременецького учительського інституту (1950, нині
Тернопільський національний педагогічний університет імені Володимира Гнатюка), філологічний факультет Львівського університету (1957), Київський педагогічний інститут іноземних мов (1962).
Працював учителем загальноосвітніх шкіл у селах Покропивні (1949—1950), Ценові (1953—1956), Кальному (1956—1960), Купчинцях (1960—1990); старший науковий співробітник краєзнавчого музею в с. Денисові (1990—2004, усі — Тернопільського району).
Ініціатор спорудження пам'ятників Павлові Думці та Іванові Франку в с. Купчинцях Тернопільського району.

## Доробок
Досліджував творчість Тараса Шевченка, Івана Франка, Іванни Блажкевич, Івана Верхратського, Володимира Гнатюка, Павла Думки, Ольги Дучимінської, Мелетія Кічури, Юліуша Словацького та інших.
Автор понад 2000 тисяч статей, серед яких краєзнавчі праці про села Драгоманівка, Купчинці, Яструбове Тернопільського району; рецензії на наукові, художні, краєзнавчі твори; статті в «Шевченківському словнику» (1976—1977), Українській літературній енциклопедії, Українській радянській енциклопедії, Українському радянському енциклопедичному словнику, Тернопільському енциклопедичному словнику; у всеукраїнській, обласній і районній пресі.
Книги
- «Іван Франко в Купчинцях і Драгоманівці» (1996),
- «Наш синьо-жовтий стяг»,
- «Денисів — село славне»,
- «Провідник “Єфрем”» (усі — 1997),
- «Денисівський календар»,
- «Павло Думка. Літературний портрет» (обидві — 1999),
- «Старовинні Купчинці» (2000),
- «Денисівські Українські Січові Стрільці»
- «Літературно-мистецька Козівщина»,
- «Щедрість праці» (усі — 2003).

Збірки для дітей
- «Ми маленькі діточки» (1993),
- «У садочку» (1997),
- «Лісова Білосніжка» (1999).

Бібліографічні покажчики
- «Хлібороб» (1971, співавтор),
- «Іванна Блажкевич» (1980).

Упорядник книг
- Павла Думки «Веснянка» (1970), «Молитва рільника»(1994),
- Іванни Блажкевич «Прилетів лелека» (1971), «Чи є в світі що світліше?» (1977), «У дитячому садочку» (1993), «Драматичні твори для дітей» (1993), «Пісні з-над Стрипи у записах Іванни Блажкевич» (з композитором Василем Подуфалим, 1993),
- Євгена Бородієвича «В чотирикутнику смерті» (1993).

Зібрав чимало фольклорно-етнографічних матеріалів із Тернопільщини, які надруковані в збірках «Рекрутські та солдатські пісні» (1974), «Спілкування митців з народною поезією» (1981), «Пісні кохання» (1986), «Балади» (3 т.,
1987), «Пісні Тернопільщини» (1993), «Казки
Західного Поділля» (1994) й інших.

## Нагороди
- Тернопільська обласна премія імені Іванни Блажкевич  (1993),
- Почесний краєзнавець України[2].